# Michael Deaver
Michael Deaver, född 11 april 1938 i Bakersfield, Kalifornien, död 18 augusti 2007 i Bethesda, Maryland, var en amerikansk politisk tjänsteman, mediastrateg och lobbyist.

## Biografi
Deaver tjänstgjorde först i sin hemstat Kalifornien som medlem av Ronald Reagans administration under dennes tid som guvernör 1967-1980. Deaver kom med tiden att tillhöra Reagans innersta krets av kaliforniska rådgivare, the Kitchen Cabinet. Efter att Reagan valts till USA:s president tjänstgjorde Deaver som Vita husets vice stabschef 1981-1985, under stabschefen James Baker. Deaver var Reagans massmediestrateg och hjälpte till att utforma och planera presidentens medieframträdanden. Reagan fick under denna tid smeknamnet The Great Communicator ("den gode kommunikatören") tack vare dessa framträdandens genomslagskraft i de amerikanska hushållen. 
Efter 1985 arbetade Deaver som republikansk lobbyist, en karriär som ledde till att han 1987 dömdes till tre års villkorligt fängelse samt 100 000 dollar i böter för mened under kongressförhör. Deaver återupptog dock under senare år sitt arbete som lobbyist och mediastrateg.